# Liste der Kulturdenkmäler in Sigüenza
Die Liste der Kulturdenkmäler in Sigüenza führt alle als Bien de Interés Cultural (BIC) aufgeführten Kulturdenkmäler in der spanischen Stadt Sigüenza auf. 
| Bild                               | Bezeichnung                          | Lage  | Beschreibung | Bauzeit                          | Eingetragen seit | Denkmal- nummer |
| ---------------------------------- | ------------------------------------ | ----- | ------------ | -------------------------------- | ---------------- | --------------- |
|                                    | Castillo de Íñigo López de Orozco    |       |              |                                  |                  |                 |
| weitere Bilder                     | Castillo de Palazuelos               | Karte |              |                                  |                  |                 |
| weitere Bilder                     | Castillo de Pelegrina                | Karte |              | Burg aus dem 12. Jahrhundert     |                  |                 |
| weitere Bilder                     | Castillo de Riba de Santiuste        | Karte |              | Burg aus dem 12./13. Jahrhundert |                  |                 |
| weitere Bilder                     | Castilviejo de Guijosa               | Karte |              |                                  |                  |                 |
| weitere Bilder                     | Kathedrale von Sigüenza              | Karte |              | 12. bis 14. Jahrhundert          |                  |                 |
| Historischer Ortskern von Sigüenza | Historischer Ortskern von Sigüenza   | Karte |              |                                  |                  |                 |
| weitere Bilder                     | San Salvador (Carabias)              | Karte |              | 13. Jahrhundert                  |                  |                 |
| weitere Bilder                     | Salinas de Imón                      | Karte |              |                                  |                  |                 |
| weitere Bilder                     | Historischer Ortskern von Palazuelos | Karte |              |                                  |                  |                 |